# Ewelina Lisowska

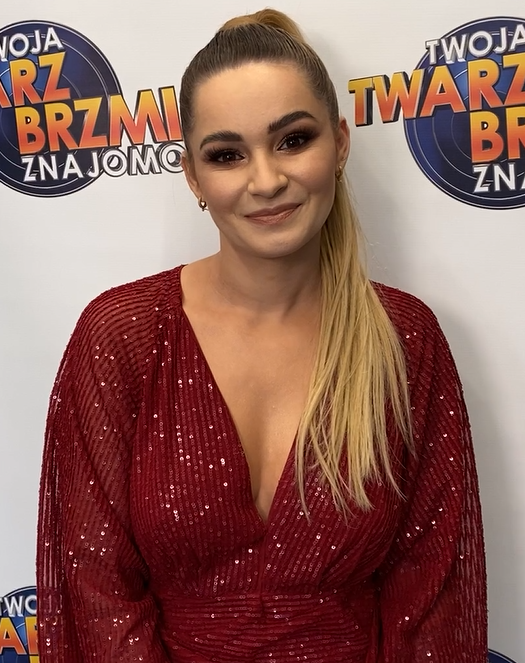
Ewelina Lisowska (2020)

Ewelina Monika Lisowska (auch bekannt als Evelynn; * 23. August 1991 in Trzebnica) ist eine polnische Pop-Rocksängerin, Liedermacher und Komponist.
Sie hat vier Solo-Studioalben veröffentlicht: Aero-Plan (2013), Nowe Horyzonty (2014), Ponad Wszystko (2016) und Cztery (2018). Zwei von ihr veröffentlichte Alben erreichten die Spitze der Liste der meistgekauften Alben in Polen. Sie erhielt zwei goldene Schallplatten für den Verkauf ihrer Alben.
Gewinner von Musikpreisen wie Eska Music Awards in den Kategorien Bester Hit („Towards the Sun“), Bestes Debüt und Bester Online-Künstler, Onet's Super Premiere („We mgle“) oder SuperJedynki. Sie gewann auch Nominierungen, inkl. bei den MTV Europe Music Awards 2013, TOPtrendy 2014 und dem Polsat Sopot Festival.
Sie war Teilnehmerin oder Gast in mehreren Unterhaltungsprogrammen, inkl. gewann Dancing with the Stars. Tanzen mit den Sternen und gewann den dritten Platz in der Sendung Your Face Sounds Familiar. In den Animationsfilmen Rysiek Löwenherz und Prinz Czaruś lieh sie den Hauptdarstellern ihre Stimme.

## Leben
2011 nahm sie an der polnischen Castingshow Mam talent! des Senders TVN teil. Ein Jahr später erreichte sie in der polnischen Version der Castingshow X Factor das Halbfinale, womit sie den vierten Platz erreichte. Infolgedessen unterschrieb sie einen Plattenvertrag beim Plattenlabel Universal Music Polska. Ihr erstes EP „Ewelina Lisowska“ erschien am 7. August 2012. Die Leadsingle Nieodporny rozum erreichte in den polnischen Airplaycharts die Spitzenposition für vier Wochen. Das Musikvideo, welches von Dariusz Szermanowicz gedreht wurde, wurde auf Youtube über 10,9 Millionen Mal angeschaut. Anfang des Jahres 2013 soll ihr Debütalbum erscheinen. Die Leadsingle W stronę słońca erschien am 10. Dezember 2012 als Airplay. Innerhalb von 10 Tagen wurde das Lyricvideo des Liedes auf YouTube über 2,5 Millionen Mal angeschaut, wodurch das Lied den 62. Platz in den YouTube Top 100 erreichte. Insgesamt wurde das Lyricvideo auf YouTube über 16,1 Millionen Mal angeschaut. Das Musikvideo wurde am 4. Februar 2013 auf YouTube veröffentlicht. Das Debütalbum Aero-Plan soll am 7. Mai 2013 erscheinen. Die zweite Singleauskopplung Jutra nie będzie mit dem dazugehörigen Musikvideo erschien am 26. April 2013 als Airplay.
Am 25. Mai 2018 veröffentlichte sie ein Video zum Song „T-Shirt“, das – zusammen mit „Im Herzen der Stadt“ – den Titel ihres nächsten Albums trägt Vier, veröffentlicht am 22. Juni 2018.
Im November wurde das Finale der 12. Ausgabe der Sendung Dein Gesicht klingt vertraut ausgestrahlt, in der sie den dritten Platz belegte, zuvor gewann sie zwei Folgen der Sendung, in denen sie Justyna Steczkowska und Edyta Górniak spielte.
Am 2. Oktober fand die Premiere der Single und des Musikvideos „Nie mogę zapomnieć“, es ist die erste Single, die unabhängig von Universal Music Polska veröffentlicht wurde.
Die Künstlerin kündigte an, dass sie plant, nächstes Jahr ihr fünftes Studioalbum anlässlich des zehnjährigen Jubiläums ihrer Präsenz in der polnischen Musikszene zu veröffentlichen.

## Diskografie

### Alben

#### Studioalben
| Jahr | Titel Musiklabel                      | Höchstplatzierung, Gesamtwochen, AuszeichnungChartsChartplatzierungen (Jahr, Titel, Musiklabel, Platzierungen, Wochen, Auszeichnungen, Anmerkungen) | Anmerkungen                                               |
| Jahr | Titel Musiklabel                      | PL | Anmerkungen                                               |
| ---- | ------------------------------------- | --- | --------------------------------------------------------- |
| 2013 | Aero-Plan Universal Music Polska      | PL10 Gold · (9 Wo.)PL | Erstveröffentlichung: 7. Mai 2013 Verkäufe: + 15.000      |
| 2014 | Nowe horyzonty Universal Music Polska | PL21 Gold · (2 Wo.)PL | Erstveröffentlichung: 28. Oktober 2014 Verkäufe: + 15.000 |
| 2016 | Ponad wszystko                        | PL44 (1 Wo.)PL | Erstveröffentlichung: 4. November 2016                    |
| 2018 | Cztery                                | — | Erstveröffentlichung: 22. Juni 2018                       |

#### EPs
- 2012: Ewelina Lisowska (Universal Music Polska)

### Singles
| Jahr | Titel Album                                   | Höchstplatzierung, Gesamtwochen, AuszeichnungChartsChartplatzierungen (Jahr, Titel, Album, Platzierungen, Wochen, Auszeichnungen, Anmerkungen) | Anmerkungen                              |
| Jahr | Titel Album                                   | PL | Anmerkungen                              |
| ---- | --------------------------------------------- | --- | ---------------------------------------- |
| 2012 | Nieodporny rozum Ewelina Lisowska / Aero-Plan | PL1 (9 Wo.)PL | Erstveröffentlichung: 2012               |
| 2012 | W stronę słońca Aero-Plan                     | PL1 (7 Wo.)PL | Erstveröffentlichung: 13. Dezember 2012  |
| 2014 | Na obcy ląd Nowe horyzonty                    | PL18 (1 Wo.)PL | Erstveröffentlichung: 10. September 2014 |
| 2015 | Zatrzymaj się Nowe horyzonty                  | PL20 (1 Wo.)PL | Erstveröffentlichung: 18. Mai 2015       |
| 2016 | Prosta sprawa Ponad wszystko                  | PL10 ×2Doppelplatin · (15 Wo.)PL |                                          |
| 2018 | T-Shirt Cztery                                | PL21 (4 Wo.)PL | Erstveröffentlichung: 25. Mai 2018       |

Weitere Singles
- 2013: Jutra nie będzie (Aero-Plan)
- 2014: We mgle (Nowe horyzonty)
- 2014: Nowe horyzonty (Nowe horyzonty)